# Errezil
Errezil is een gemeente in de Spaanse provincie Gipuzkoa in de regio Baskenland met een oppervlakte van 32 km². Errezil telt 599 inwoners (1 januari 2016).